# 第337步兵師 (德國國防軍)
第337步兵師（德語：337. Infanterie-Division）是納粹德國國防軍陸軍的一個步兵師。該師於1940年11月16日在第7军区肯普滕組建。
該師組建後，在法國駐紮。1942年末，該師調往東線，此後一直在當地作戰。随着红军的压力越来越大，他们占据了豹防線。随着第4集团军的撤退，它在叶利尼亚、斯摩棱斯克和奥尔沙展开行动。該師於1944年巴格拉基昂行動被殲，師長瓦爾特·舍勒陣亡。幸存者被编入第337师大队，该大队隶属于陆军G部分。殘部被用来组建第570國民掷弹兵师。
該師後來同年9月重建，並改編為第337國民擲彈兵師（德語：337. Volksgrenadier-Division），該師改編後，繼續在東線作戰。
該師最後於1945年2月在但澤再度被殲，同年4月解散。

## 註腳
1. ↑  Mitcham（2007年）